# Plasmaferesi
La plasmaferesi (dal greco antico πλάσμα, plasma, e ἀϕαίρεσις, rimozione) è una procedura di separazione del plasma dagli elementi corpuscolati del sangue, ottenuta mediante centrifugazione o filtrazione.
Il metodo è utilizzato sia a scopi emotrasfusionali sia a scopi terapeutici.

## Tipologie
Si possono distinguere due tipi di plasmaferesi:
- Produttiva: a scopo trasfusionale, il sangue viene rimosso dal corpo, le cellule del sangue e il plasma vengono separati e le cellule del sangue vengono restituite, mentre il plasma viene raccolto. Può essere congelato per conservarlo per un eventuale utilizzo come plasma fresco congelato o come prodotto per la produzione di una vasta gamma di farmaci.[3]
- Terapeutica: per rimuovere cellule e/o molecole dal sangue, sostituire una componente patologica, modulare la funzionalità cellulare, raccogliere cellule non patologiche a fini terapeutici.[3]
  - Plasma exchange (PE, PLEX o PEX) o terapia di plasma exchange (PET): rimuove il plasma sanguigno per scambiarlo con emoderivati. Il plasma rimosso viene eliminato e il paziente riceve plasma sostitutivo, albumina o una combinazione di albumina e soluzioni saline (di solito il 70% di albumina e il 30% di soluzione fisiologica).[3]

## Storia
La plasmaferesi fu originariamente descritta da John Abel e Leonard Rowntree del Johns Hopkins Hospital nel 1913. È stata poi sviluppata dal dottor Josep Antoni Grifols Lucas tra 1950 e 1951. Grifols scoprì che la plasmaferesi consentiva ai volontari di poter donare più frequentemente senza compromettere la loro salute e, al contempo, di rispondere in modo più efficace alla domanda di plasma. Grífols provò la tecnica su se stesso e, una volta confermato che essa era innocua, la praticò su donatori volontari perfezionandola gradualmente. Presentò i risultati del suo lavoro nel 1951 al 4º Congresso internazionale sulla trasfusione di sangue a Lisbona, e nel 1952 li pubblicò sul British Medical Journal.
Michael Rubinstein fu il primo a utilizzare la plasmaferesi a scopo terapeutico nel 1959 al Cedars-Sinai Medical Center di Los Angeles, per trattare un paziente con porpora trombotica trombocitopenica. Il moderno metodo di plasmaferesi ha avuto origine nel National Cancer Institute tra il 1963 e il 1968, dove ci si ispirò ad una vecchia tecnologia di separazione dei latticini utilizzata per la prima volta nel 1878 e alla centrifuga di Edwin Cohn commercializzata nel 1953.

## Applicazioni terapeutiche
La procedura è utilizzata per trattare un gran numero di malattie, principalmente quelle del sistema immunitario, tra le quali la miastenia gravis, la sindrome di Guillain-Barré e il lupus eritematoso sistemico.